# Tyskungen
För filmen som bygger på boken, se Tyskungen (film)
Tyskungen är en roman skriven av Camilla Läckberg. Den utkom den 27 april 2007. Det är den femte deckaren med Erica Falck och Patrik Hedström i Fjällbacka. Boken har också gjorts i filmversion och hade biopremiär i juni 2013.

## Handling
En man, som under andra världskriget kände Ericas mor, hittas mördad. Erica läser igenom moderns dagböcker från den perioden. Boken har två parallella historier, den under krigsåren, och den under 2000-talet.